# Megu Sakuragawa
Megu Sakuragawa (櫻川めぐ Sakuragawa Megu; * am 24. Oktober 1988 in Sakuragawa, Präfektur Ibaraki) ist eine japanische Seiyū und Rockmusikerin der Band Roselia, die zum BanG-Dream!-Franchise gehört.
Sie ist vor allem durch ihre Rolle der Tsubasa Kira aus dem Love-Live!-Universum und der Ako Udagawa aus BanG Dream! bekannt. Sie steht bei S Inc. unter Vertrag.
Im November 2019 wurde sie zur Botschafterin der Präfektur Ibaraki ernannt.

## Sprechrollen

### Anime
- 2013: Love Live! School Idol Project als Tsubasa Kira
- 2015: Yahari Ore no Seishun Love Come wa Machigatteiru. als Yokko und Yukko
- 2016: Wagamama High Spec als Sakuragi Ashe Rufflette
- 2017: Azure Striker Gunvolt als Cyan und Morpho
- 2017: BanG Dream! als Ako Udagawa

### Videospiele
- BanG Dream! Girls Band Party als Ako Udagawa
- Idol Incidents als Kazuna Yasuda
- Hakoniwa no Folclore als Majo Korone
- Azure Striker Gunvolt als Cyan und Morpho
- Azure Striker Gunvolt 2 als Cyan

## Diskografie
- → Hauptartikel: Roselia#Diskografie